# Noah Porter MacLennan
Noah Porter MacLennan (Ottawa, 7 febbraio 2003) è uno sciatore freestyle canadese, specializzato in slopestyle e big air.

## Biografia
Originario di Ottawa e attivo a livello internazionale dal marzo 2017, Noah Porter MacLennan ha debuttato in Coppa del Mondo il 30 marzo 2019, giungendo 30º in slopestyle a Silvaplana. Il 21 ottobre 2022 ha ottenuto il suo primo podio nel massimo circuito, arrivando 2º nel big air a Coira, alle spalle del norvegese Birk Ruud.
In carriera non ha mai debutto né ai Giochi olimpici invernali né Campionati mondiali di freestyle.

## Palmarès

### Coppa del Mondo
- Miglior piazzamento in classifica generale: 164º nel 2020
- Miglior piazzamento nella Coppa del Mondo di slopestyle: 30º nel 2020
- 1 podio:
  - 1 secondo posto